# تاتسويا شيراي
تاتسويا شيراي (باليابانية: 白井 達也) (مواليد 25 أبريل 1997) هو لاعب كرة قدم ياباني.

## وصلات خارجية
- تاتسويا شيراي على موقع رابطة كرة القدم اليابانية للمحترفين (اليابانية)
- تاتسويا شيراي على موقع قاعدة بيانات كرة القدم.إي يو (الإنجليزية)
- تاتسويا شيراي على موقع Soccerway.com (الإنجليزية)
- تاتسويا شيراي على موقع عالم كرة القدم.نت (الإنجليزية)